# Kanton Saint-Pierre (Martinique)
Der Kanton Saint-Pierre war ein Kanton im französischen Übersee-Département Martinique im Arrondissement Saint-Pierre. Er umfasste die Gemeinden Saint-Pierre und Fonds-Saint-Denis.
Vertreter im Generalrat des Départements war seit 2001 Raphaël Martine.